# Jean-Claude Lescot
Pour les articles homonymes, voir Lescot.
Œuvres principales
Ballet chinois, d'après Noverre (1756)
Jean-Claude Lescot est un danseur, chorégraphe et maître de ballet français né à une date inconnue et mort à Bruxelles le 1er janvier 1759.

## Biographie
Il fait probablement partie de la troupe de danseurs de l'Opéra-Comique de Paris vers 1748-1750 et vient s'établir à Bruxelles en 1751. Directeur associé du Théâtre de Gand en 1753-1754, il retourne à l'Opéra-Comique pour une saison, au cours de laquelle il travaille avec Noverre, puis devient maître de ballet en second au Théâtre de la Monnaie en 1755-1756.
On le retrouve aux mêmes fonctions à Londres en 1757-1758, avant qu'il ne revienne à Bruxelles, où il meurt le jour de l'an 1759.

## Ballets
- La Foire Saint-Germain (1755)
- La Fête des bergers (1755)
- Ballet chinois, d'après Noverre (1756)